# Westgate Towers (Split)
Westgate Towers, někdy také Dalmatia Towers (podle vyšší z obou budov), je název dvojice výškových budov v severní části chorvatského města Split. Obě budovy se nacházejí na rušné ulici Domovinskog rata (Vlastenecké války) v městské části Ravne njive.

## Historie

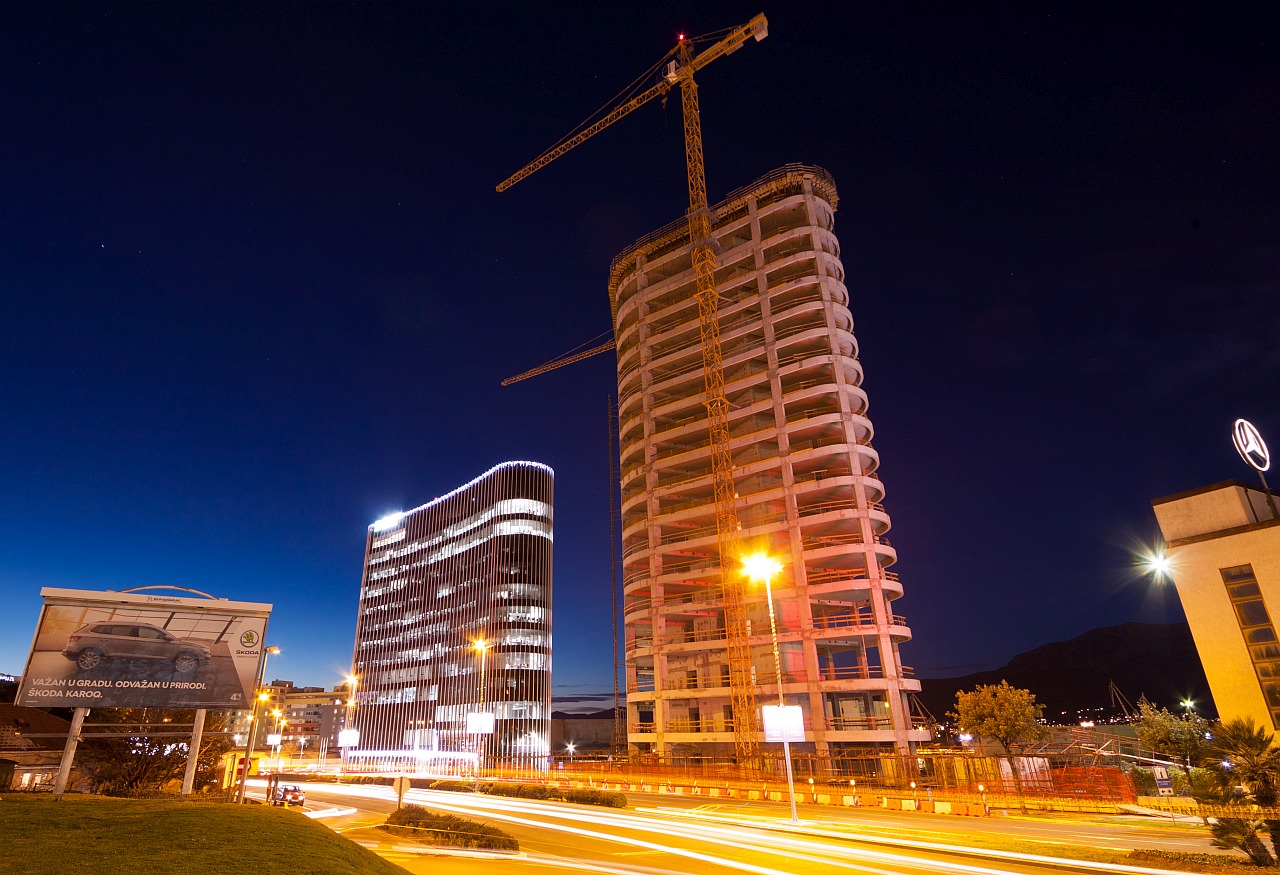
Výstavba WestGate Towers Splitu

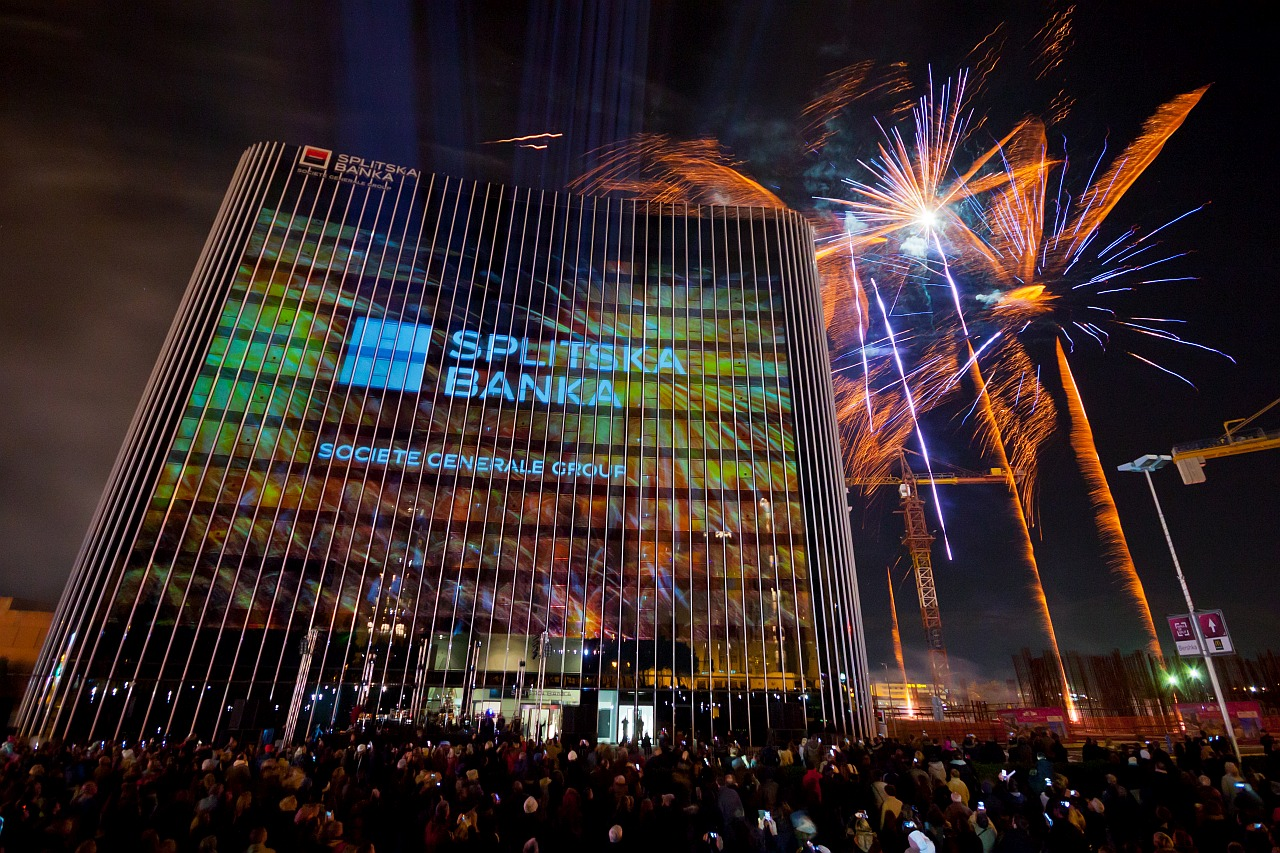

Investorem projektu je splitský podnikatel Josip Komar. Budovy slouží jako sídlo obchodních a administrativních kanceláří. První věž je centrem Splitské banky, OTP banky Hrvatske, zatímco druhý Hotel Courtyard by Marriott je s 27 podlažími a konečnou výškou 135 metrů (115 m bez antény) nejvyšší budovou v Chorvatsku.
V roce 2017 získala budova ocenění International Property Award